# يوهي كوراكاوا
يوهي كوراكاوا (باليابانية: 藏川 洋平) (10 أغسطس 1977 في سانيو-أونودا في اليابان – )؛ هو لاعب كرة قدم ياباني سابق كان يلعب كمدافع.

## وصلات خارجية
- يوهي كوراكاوا على موقع رابطة كرة القدم اليابانية للمحترفين (اليابانية)
- يوهي كوراكاوا على موقع قاعدة بيانات كرة القدم.إي يو (الإنجليزية)
- يوهي كوراكاوا على موقع Soccerway.com (الإنجليزية)
- يوهي كوراكاوا على موقع عالم كرة القدم.نت (الإنجليزية)
- يوهي كوراكاوا على موقع كووورة